# Is This Whatcha Wont?
Is This Whatcha Wont? è il sesto album del cantante statunitense Barry White, pubblicato nel 1976 dalla 20th Century Records.

## Storia
L'album raggiunse il #25 della classifica R&B, il primo a non entrare nella top ten, e ottenne il #42 della Billboard 200.  L'album conteneva quattre singoli, Now I'm Gonna Make Love to You, Your Love - So Good I Can Taste It, Don't Make Me Wait Too Long e I'm Qualified to Satisfy You che raggiunsero rispettivamente il #20 ed il #25 della Billboard R&B Singles. Fu il suo primo album a non riuscire a raggiungere la vetta di questa classifica. Entrambi i singoli entrarono anche nella UK Singles Chart, rispettivamente al #17 e al #37. L'album è stato rimasterizzato in digitale e ristampato su CD con l'aggiunta di alcune bonus tracks nel 1996 dalla PolyGram Records.

## Tracce
1. Don't Make Me Wait Too Long (White) - 4:39
2. Your Love - So Good I Can Taste It (White) - 12:29
3. I'm Qualified to Satisfy You (White) - 4:20
4. I Wanna Lay Down With You Baby (White) - 8:54
5. Now I'm Gonna Make Love to You (White) - 4:56

## Classifiche
Album
| Anno | Album                 | Posizione | Posizione |
| Anno | Album                 | US        | US R&B    |
| ---- | --------------------- | --------- | --------- |
| 1976 | Is This Whatcha Wont? | 125       | 25        |

Singoli
| Anno | Singolo                              | Posizione | Posizione | Posizione | Posizione |
| Anno | Singolo                              | US        | US R&B    | US Dance  | UK        |
| ---- | ------------------------------------ | --------- | --------- | --------- | --------- |
| 1975 | "Now I'm Gonna Make Love to You"     | 13        | 16        | 19        | 25        |
| 1976 | "Your Love - So Good I Can Taste It" | 16        | 23        | 14        | 10        |
| 1976 | "Don't Make Me Wait Too Long"        | 105       | 20        | —         | 17        |
| 1977 | "I'm Qualified to Satisfy You"       | —         | 25        | 30        | 37        |